# Robert H. Adams
Robert Huntington Adams (* 1792 im Rockbridge County, Virginia; † 2. Juli 1830 in Natchez, Mississippi) war ein US-amerikanischer Politiker, der den Bundesstaat Mississippi für kurze Zeit im US-Senat vertrat.
Robert Adams erlernte in seiner Jugend zunächst das Küferhandwerk, ehe er ein Studium am Washington College in Lexington, der heutigen Washington and Lee University, begann. Nachdem er 1806 dort seinen Abschluss gemacht hatte, studierte er die Rechtswissenschaften, wurde zur Anwaltskammer zugelassen und begann in Knoxville (Tennessee) zu praktizieren.
Im Jahr 1819 zog er nach Natchez in Mississippi. Sein erstes politisches Mandat hatte er 1828 als Abgeordneter im Repräsentantenhaus von Mississippi inne. Nach dem Tod von US-Senator Thomas Buck Reed wurde er von der Staatslegislative zu dessen Nachfolger gewählt. Adams nahm sein Mandat in Washington, D.C. als Mitglied der Jacksonian-Fraktion ab dem 6. Januar 1830 wahr, konnte es aber nur bis zu seinem Tod am 2. Juli desselben Jahres ausüben. Er wurde auf dem städtischen Friedhof von Natchez beigesetzt.